# Sydney Youngblood
Sydney Ford ismertebb nevén Sydney Youngblood (San Antonio, Texas, Amerikai Egyesült Államok 1960. december 2. –) amerikai-német énekes, aki számos dance / funk slágert készített a 80-as évek végén, és a 90-es évek elején. Legismertebb slágerei az If Only I Could és a Sit and Wait című dalok.

## Karrierje
Youngbloodnak 1988-ban és 1989-ben volt négy Top 40-es slágere az Egyesült Királyságban, és Európában. Köztük a Sit and Wait, Az I Would Rather Go Blind és az If Only I Could című dalok.
Az Amerikai Egyesült Államokban az "I’d Rather Go Blind" című dal (amelyet eredetileg Etta James énekelt), a Billboard Dance listán Top 10-es sláger volt. A Sit and Wait 1989 decemberében 16. helyezést ért el az Egyesült Királyságban.
2018 január 19-én Youngblood szerepelt a német RTL Televízió által sugárzott Celeb vagyok, Ments ki innen című reality show 12. évadjában.

## Sydney Youngblood és a Soul II Soul
A Soul II Soul nevű együttes és Youngblood között kisebb viták alakultak ki, miszerint több ritmust, és zenei alapott használt fel a Soul II Soul együttes dalaiból. A Soul II Soul féle Back to Life alapjait Youngblood a Feeling Free The Jazzy Who Remixében használt fel.

## Diszkográfia

### Stúdióalbumok
| Év   | Dal                                  | Legjobb helyezés | Legjobb helyezés | Legjobb helyezés | Legjobb helyezés | Legjobb helyezés | Legjobb helyezés | Legjobb helyezés | Legjobb helyezés | Legjobb helyezés | Legjobb helyezés | Legjobb helyezés | Legjobb helyezés |
| Év   | Dal                                  | UK               | AUS              | AUT              | BEL (FLA)        | FRA              | GER              | IRE              | NED              | NZ               | SWE              | SWI              | US               |
| ---- | ------------------------------------ | ---------------- | ---------------- | ---------------- | ---------------- | ---------------- | ---------------- | ---------------- | ---------------- | ---------------- | ---------------- | ---------------- | ---------------- |
| 1989 | "Feeling Free"                       | 23               | 59               | 7                | —                | —                | 9                | —                | 56               | 19               | 5                | 9                | —                |
| 1991 | "Passion, Grace and Serious Bass..." | —                | —                | 40               | —                | —                | 60               | —                | —                | —                | 39               | —                | —                |
| 1993 | "Just the Way It Is"                 | —                | —                | —                | —                | —                | —                | —                | —                | —                | —                | —                | —                |
| 1994 | "The Hat Won't Fit"                  | —                | —                | —                | —                | —                | —                | —                | —                | —                | —                | —                | —                |
| 2014 | "Black Magic"                        | —                | —                | —                | —                | —                | —                | —                | —                | —                | —                | —                | —                |

### Válogatás albumok
| Év   | Dal                         | Legjobb helyezés | Legjobb helyezés | Legjobb helyezés | Legjobb helyezés | Legjobb helyezés | Legjobb helyezés | Legjobb helyezés | Legjobb helyezés | Legjobb helyezés | Legjobb helyezés | Legjobb helyezés | Legjobb helyezés |
| Év   | Dal                         | UK               | AUS              | AUT              | BEL (FLA)        | FRA              | GER              | IRE              | NED              | NZ               | SWE              | SWI              | US               |
| ---- | --------------------------- | ---------------- | ---------------- | ---------------- | ---------------- | ---------------- | ---------------- | ---------------- | ---------------- | ---------------- | ---------------- | ---------------- | ---------------- |
| 1994 | "Hooked On You The Best Of" | —                | —                | —                | —                | —                | —                | —                | —                | —                | —                | —                | —                |

### Kislemezek
| Év                                                                    | Dal                                                                                            | Legjobb helyezés | Legjobb helyezés | Legjobb helyezés | Legjobb helyezés | Legjobb helyezés | Legjobb helyezés | Legjobb helyezés | Legjobb helyezés | Legjobb helyezés | Legjobb helyezés | Legjobb helyezés | Legjobb helyezés | Album                              |
| Év                                                                    | Dal                                                                                            | UK               | AUS              | AUT              | BEL (FLA)        | FRA              | GER              | IRE              | NED              | NZ               | SWE              | SWI              | US               | Album                              |
| --------------------------------------------------------------------- | ---------------------------------------------------------------------------------------------- | ---------------- | ---------------- | ---------------- | ---------------- | ---------------- | ---------------- | ---------------- | ---------------- | ---------------- | ---------------- | ---------------- | ---------------- | ---------------------------------- |
| 1988                                                                  | "Ain't No Sunshine"                                                                            | 78               | —                | —                | —                | —                | —                | —                | —                | —                | —                | —                | —                | Feeling Free                       |
| 1988                                                                  | "Congratulations"                                                                              | —                | —                | —                | —                | —                | —                | —                | —                | —                | —                | —                | —                | Feeling Free                       |
| 1989                                                                  | "If Only I Could"                                                                              | 3                | 122              | 3                | 1                | 8                | 3                | 2                | 2                | 28               | 9                | 3                | —                | Feeling Free                       |
| 1989                                                                  | "Sit and Wait"                                                                                 | 16               | 59               | 2                | 2                | 21               | 2                | 15               | 7                | —                | 2                | 6                | —                | Feeling Free                       |
| 1990                                                                  | "I’d Rather Go Blind"                                                                          | 44               | 71               | —                | 34               | —                | 23               | —                | —                | —                | —                | —                | 46               | Feeling Free                       |
| 1990                                                                  | "Ain't No Sunshine" (csak Franciaországban)                                                    | —                | —                | —                | —                | 35               | —                | —                | —                | —                | —                | —                | —                | Feeling Free                       |
| 1991                                                                  | "Hooked On You"                                                                                | 72               | 120              | —                | —                | 35               | 36               | —                | —                | —                | 34               | 27               | —                | Passion, Grace and Serious Bass... |
| 1991                                                                  | "Wherever You Go"                                                                              | —                | —                | —                | —                | —                | —                | —                | —                | —                | —                | —                | —                | Passion, Grace and Serious Bass... |
| 1993                                                                  | "Anything"                                                                                     | 48               | —                | —                | 27               | —                | 51               | —                | —                | —                | —                | —                | —                | Just the Way It Is                 |
| 1993                                                                  | "No Big Deal"                                                                                  | 90               | —                | —                | —                | —                | —                | —                | —                | —                | —                | —                | —                | Just the Way It Is                 |
| 1994                                                                  | "So Good So Right (All I Can Do)"                                                              | —                | —                | —                | —                | —                | 91               | —                | —                | —                | —                | —                | —                | The Hat Won't Fit                  |
| 1999                                                                  | "Christmas Song"                                                                               | —                | —                | —                | —                | —                | —                | —                | —                | —                | —                | —                | —                | csak kislemezen                    |
| 2007                                                                  | "If Only I Could Remix" (Tom Pulse vs. Sydney Youngblood)                                      | —                | —                | —                | —                | —                | 89               | —                | —                | —                | —                | —                | —                | csak kislemezen                    |
| 2008                                                                  | "Aerobic Disco" ( Dj Fumetti feat.Sydney Youngblood)                                           | —                | —                | —                | —                | —                | —                | —                | —                | —                | —                | —                | —                | csak kislemezen                    |
| 2013                                                                  | "Sit and Wait 2013" (with Jesse Ritch)                                                         | —                | —                | —                | —                | —                | —                | —                | —                | —                | —                | —                | —                | csak kislemezen                    |
| 2013                                                                  | "If Only I Could 2013" (Sydney Youngblood feat. Bruce Niederfeld & Markus S. Aka Supermercato) | —                | —                | —                | —                | —                | —                | —                | —                | —                | —                | —                | —                | csak kislemezen                    |
| 2013                                                                  | "On and On" (Sydney Youngblood feat. Bruce Niederfeld & Markus S. Aka Supermercato)            | —                | —                | —                | —                | —                | —                | —                | —                | —                | —                | —                | —                | csak kislemezen                    |
| "—" nem volt slágerlistás helyezés, vagy nem jelent meg az országban. |                                                                                                |                  |                  |                  |                  |                  |                  |                  |                  |                  |                  |                  |                  |                                    |